# Wilhelm Simpfendörfer

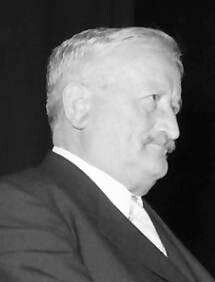
Wilhelm Simpfendörfer (1957)

Wilhelm Simpfendörfer (* 25. Mai 1888 in Neustadt an der Haardt (Pfalz); † 4. Mai 1973 in Heilbronn) war ein deutscher Politiker (CSVD, CDU).

## Leben

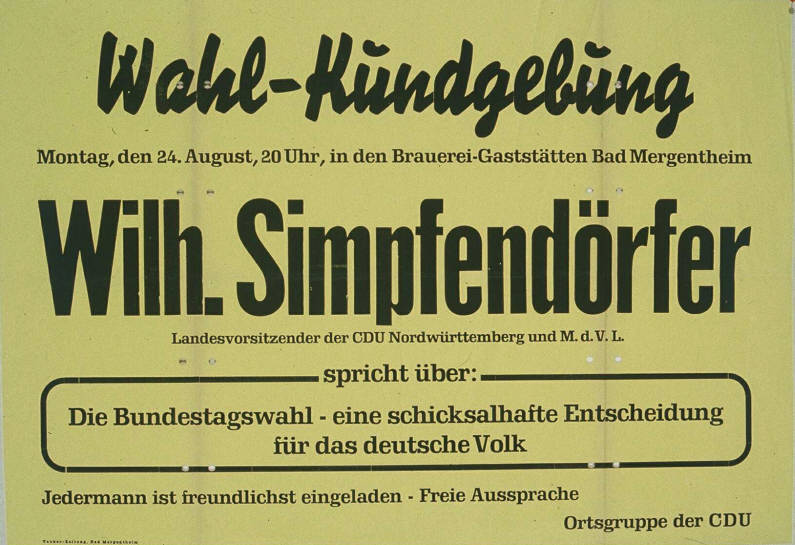
Ankündigungsplakat für Wilhelm Simpfendörfer, 1953

Simpfendörfer wuchs in Brettach (heute Gemeinde Langenbrettach) auf. Nach der Schule besuchte er das Lehrerseminar Lichtenstern und wurde anschließend Lehrer an der Höheren Knabenschule in Korntal, deren Leitung er von 1945 bis 1952 übernahm.
Schon ab 1919 war er politisch aktiv als Gemeindevertreter in Korntal. 1924 gründete er den evangelischen Christlich-Sozialen Volksdienst (CSVD). Für diese Partei war er 1930 bis 1933 Abgeordneter im Deutschen Reichstag; dort stimmte er u. a. für Hitlers Ermächtigungsgesetz. Bis zur Selbstauflösung der Partei im Jahre 1933 war er ihr Vorsitzender.
Nach dem Zweiten Weltkrieg beteiligte Simpfendörfer sich an der Gründung der CDU. 1946 wurde er Abgeordneter in der Vorläufigen Volksvertretung, dann in der Verfassunggebenden Landesversammlung und schließlich im Landtag von Württemberg-Baden, wo er bis 1950 den Wahlkreis Leonberg-Vaihingen und anschließend den Wahlkreis Leonberg vertrat und in den beiden letzten Kammern bis zum 20. Dezember 1946 Präsident war, im Landtag zehn Tage lang. Ab Dezember 1946 war er für wenige Monate Kultusminister des Landes Württemberg-Baden, trat jedoch 1947 zurück. Von 1948 bis 1958 war Simpfendörfer Vorsitzender des CDU-Landesverbands Nord-Württemberg. Nach Gründung des Landes Baden-Württemberg 1952 gehörte er bis 1960 als Abgeordneter des Wahlkreises Leonberg dem Landtag von Baden-Württemberg an. Im Herbst 1953 holte ihn Ministerpräsident Gebhard Müller in sein erstes Kabinett, wieder als Kultusminister. In seine Amtszeit fiel unter anderem das Privatschulgesetz für Baden-Württemberg und das Gesetz über den Schulhausbau.
Nach einer monatelangen Krankheit Ende 1957 erklärte Simpfendörfer im Frühjahr 1958 seinen Rücktritt als Kultusminister. Er blieb aber weiterhin CDU-Mitglied und war später Ehrenvorsitzender seiner Partei, bis er im November 1965 auch dieses Amt niederlegte. 1971 trat Simpfendörfer aus der CDU aus, wegen deren damaliger Haltung zur deutschen Ostpolitik.
Simpfendörfer wurde auf dem Neuen Friedhof in Korntal begraben.
Wilhelm Simpfendörfer war der Vater des Theologen Werner Simpfendörfer und der Urgroßvater der MLPD-Vorsitzenden Gabi Fechtner.

## Preise und Auszeichnungen
1958 erhielt er das Große Verdienstkreuz mit Stern und Schulterband des Verdienstordens der Bundesrepublik. Außerdem war er Ehrendoktor der Albert-Ludwigs-Universität Freiburg und Ehrenbürger der Stadt Korntal.